# Exetastes paradoxus
Exetastes paradoxus är en stekelart som beskrevs av Meyer 1929. Exetastes paradoxus ingår i släktet Exetastes och familjen brokparasitsteklar. Inga underarter finns listade i Catalogue of Life.